# 札幌駐屯地

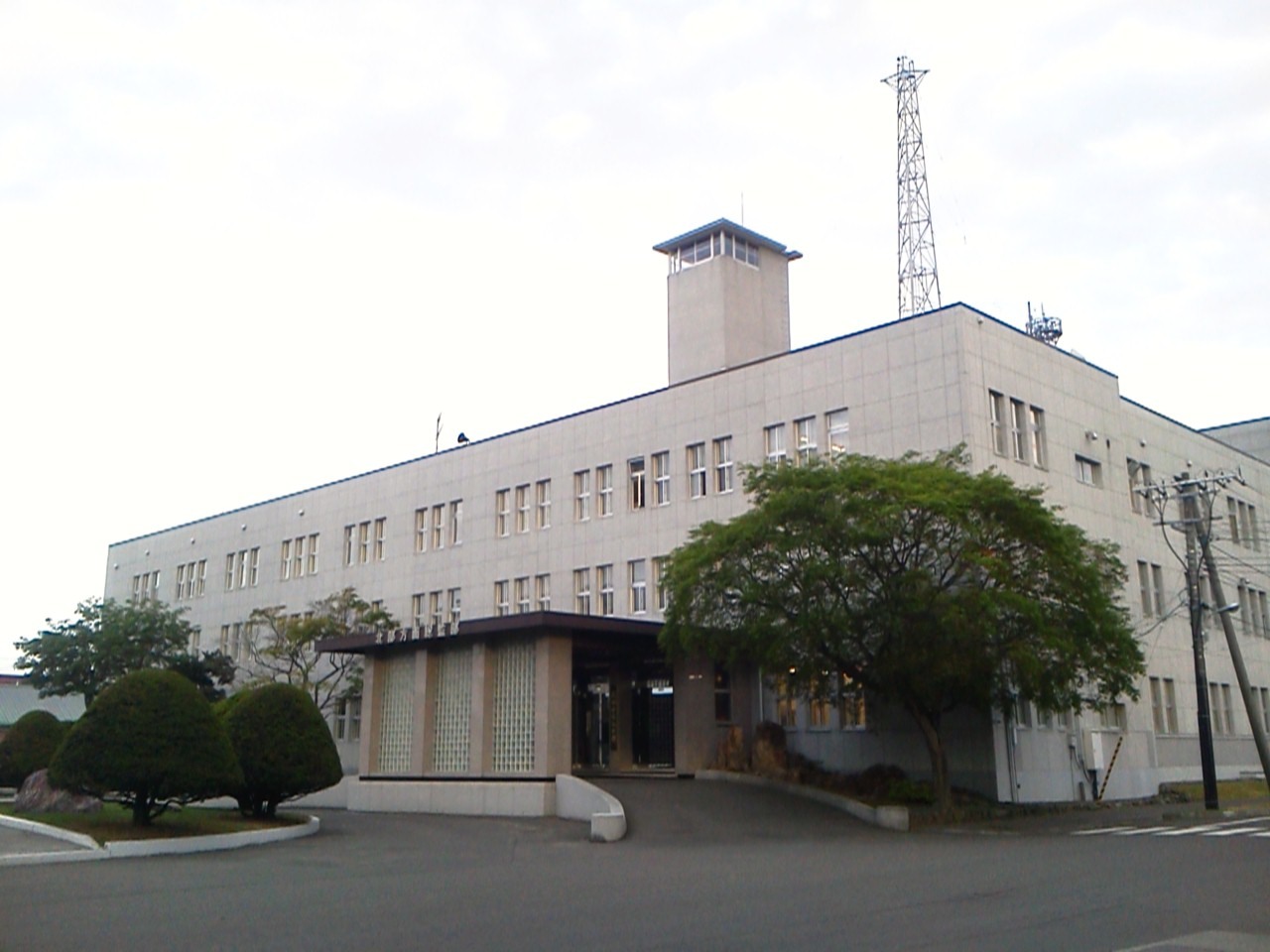
北部方面総監部の建物

札幌駐屯地（さっぽろちゅうとんち、JGSDF camp Sapporo）は、北海道札幌市中央区南26条西10丁目1-1に所在し、北部方面総監部等が駐屯している陸上自衛隊の駐屯地である。

## 概要
駐屯地の西面は国道230号線（石山通）に面し、駐屯地を市道によって南北に分断されている。また女性自衛官（WAC）隊舎・南訓練場・南モータープールは厳密には駐屯地外に存在している。かつては駐屯地の「飛び地」として月寒送信所を有していた。
駐屯地司令は、北部方面総監部幕僚長が兼務。

## 沿革
警察予備隊札幌駐屯地
- 1951年（昭和26年）
  - 12月1日：

  1. 札幌駐屯地が開設（旧札幌駐屯地は苗穂駐屯地（現苗穂分屯地）に改称）[1]。
  2. 第2管区総監部・同付中隊が苗穂駐屯地から移駐。
  3. 第2補給中隊等が苗穂駐屯地から移駐。

  - 12月5日：第2通信中隊が北恵庭駐屯地から移駐。
  - 12月26日：第2管区総監部庁舎および新営舎開庁式[1]。

保安隊札幌駐屯地
- 1952年（昭和27年）
  - 10月15日：北部方面隊創設により北部方面総監部が設置。

  1. 北部方面会計隊が新編。
  2. 駐屯地管理隊および福祉隊が編成[1]。

  - 12月10日：北部方面特科団本部が習志野駐屯地から移駐[2]。
  - 12月21日：第2管区総監部および同付中隊等が旭川駐屯地へ移駐[1]。
- 1953年（昭和28年）4月15日：独立第61特科大隊が高田駐屯地から移駐し、北部方面特科団隷下に編合。

- 1954年（昭和29年）1月10日：北部方面航空隊、北部方面特科団航空隊が札幌駐屯地で新編。

陸上自衛隊札幌駐屯地
- 1954年（昭和29年）
  - 7月1日：

  1. 陸上自衛隊設置に伴い札幌駐屯地が開設される[3][4]。
  2. 北部方面特科団が第1特科団に称号変更。
  3. 独立第61特科大隊が第105特科大隊に称号変更。

  - 7月5日：第1陸曹教育隊が編成完結。
  - 8月10日：第5管区総監部および同付中隊が編成完結[5]。
  - 8月16日：第5管区総監部が帯広駐屯地に移駐。
  - 9月20日：第1特科団本部および本部中隊が東千歳駐屯地に移駐。
  - 9月25日：

  1. 第113特科大隊が新編。
  2. 北部方面警務隊が編成完結[1]。

  - 10月15日：第102輸送大隊（第304輸送中隊・第305輸送中隊・第308輸送中隊基幹）が編成完結。
  - 10月20日：第1特科団航空隊が北千歳駐屯地へ移駐。
  - 10月30日：

  1. 第1陸曹教育隊が真駒内駐屯地に移駐。
  2. 第102輸送大隊が真駒内駐屯地に移駐。
- 1955年（昭和30年）12月1日：第301沿岸監視隊が編成完結。
- 1956年（昭和31年）10月31日：第301沿岸監視隊が稚内分屯地に移駐。
- 1959年（昭和34年）8月20日：第113特科大隊が真駒内駐屯地に移駐。
- 1960年（昭和35年）1月14日：北部方面通信隊、第101地区警務隊が編成完結。会計監査隊北部方面分遣隊改編[1]。
- 1968年（昭和43年）3月1日：北部方面通信隊が北部方面通信群に称号変更。
- 1973年（昭和48年）
  - 3月3日：第101地区警務隊が真駒内駐屯地に移駐[1]。
  - 3月27日：北部方面警務隊を改編[1]。
- 1994年（平成6年）3月28日：第101システム管理隊を新編[1]。
- 1997年（平成9年）：駐屯地北にあるマンションから金属弾が打ち込まれ隊舎屋根を破壊されたが不発で被害は最小限であった。
- 1999年（平成11年）：講堂から出火する事件が発生。
- 2000年（平成12年）
  - 3月27日：第301通信支援中隊を廃止。
  - 3月28日：後方支援体制変換に伴い、整備部門を北部方面後方支援隊第101通信直接支援隊（北部方面通信群を支援）に改編。
- 2006年（平成18年）3月27日：北部方面情報処理隊が編成完結。
- 2007年（平成19年）11月：真駒内送信所開局に伴い、月寒送信所を閉鎖。
- 2013年（平成25年）3月26日：北部方面情報処理隊を北部方面情報隊に改編。
- 2022年（令和4年）3月17日：北部方面通信群が北部方面システム通信群に称号変更。
- 2023年（令和5年）3月：第304システム防護隊をシステム通信団サイバー防護隊隷下に新編[6]。

## 駐屯部隊・機関

### 陸上総隊隷下部隊
- システム通信団
  - サイバー防護隊
    - 第304システム防護隊

### 北部方面隊
- 北部方面総監部
- 北部方面総監部付隊

#### 隷下部隊
- 北部方面システム通信群
- 北部方面後方支援隊
  - 第101通信直接支援隊：北部方面システム通信群を支援
- 北部方面情報隊
- 北部方面会計隊
- 札幌駐屯地業務隊

### 防衛大臣直轄部隊
- 警務隊
  - 北部方面警務隊
- 陸上自衛隊会計監査隊
  - 北部方面分遣隊

### 共同の部隊・機関
- 自衛隊情報保全隊
  - 北部情報保全隊
- 自衛隊札幌地方協力本部
  - 北部地区隊
    - 札幌地域援護センター
      - 札幌常駐組

## 最寄の幹線交通
- 高速道路：札樽自動車道 雁来IC
- 一般道：国道5号、国道12号、国道36号、国道230号、国道274号、国道275号、北海道道89号札幌環状線、北海道道453号西野白石線
- 鉄道：札幌市営地下鉄南北線 南平岸駅、札幌市電 石山通停留場
- 港湾：小樽港、石狩湾新港 （重要港湾）
- 飛行場：札幌飛行場（官民共用）